# Liste der Monuments historiques in Horville-en-Ornois
Die Liste der Monuments historiques in Horville-en-Ornois führt die Monuments historiques in der französischen Gemeinde Horville-en-Ornois auf.

## Liste der Objekte
| Bezeichnung               | Beschreibung                               | Standort                              | Kennzeichnung | Schutzstatus | Datum | Bild |
| ------------------------- | ------------------------------------------ | ------------------------------------- | ------------- | ------------ | ----- | ---- |
| Skulptur Madonna mit Kind | Kalkstein, farbig gefasst, 16. Jahrhundert | in der Kirche St-Jean-Baptiste (Lage) | PM55001915    | Inscrit      | 1998  |      |